# برنارد سیزر اینشتین
برنارد سیزر اینشتین (۱۰ ژوئیهٔ ۱۹۳۰ – ۳۰ سپتامبر ۲۰۰۸) یک فیزیکدان آمریکایی متولد آلمان، و پسر هانس آلبرت اینشتین پسر نخست آلبرت اینشتین و میلوا ماریچ بود.